# اوبینیون
اوبینیون (به فرانسوی: Aubignan) یک کمون در فرانسه است که در Canton of Carpentras-Nord واقع شده‌است. اوبینیون ۱۵٫۷ کیلومتر مربع مساحت دارد ۵۶ متر بالاتر از سطح دریا واقع شده‌است.

## خواهرخوانده
شهر Cheseaux-sur-Lausanne خواهرخواندهٔ اوبینیون هست.